# Lora (cântăreață)
Laura Petrescu (n. 23 iulie 1982, Vaslui, Vaslui, România), cunoscută sub numele de scenă Lora, este o cântăreață de muzică pop, cu influențe latino, folclorice, orientale și slave, actriță, fotomodel, jurat 5 sezoane la emisiunea "'Next Star'", concurentă 3 sezoane la emisiunea "Te cunosc de undeva!", prezentatoare a emisiunii "Vorbește lumea", de la Pro TV și vedetă de televiziune din România. Înainte de a-și începe cariera solo, a făcut parte din trupa pop-rock FM și trupa de fete Wassabi. S-a născut în Vaslui și a absolvit liceul „Sfânta Maria” din Galați, unde a locuit până la 21 de ani când s-a mutat în București.

## Lansarea pe piața muzicală
Lora a devenit cunoscută în România o dată cu participarea la concursul Star Factory, organizat de Prima TV, în anul 2004. În anul 2006 s-a înființat formația Wassabi, sub îndrumarea lui Marius Moga. Formația s-a lansat cu piesa „Have some fun with Radio 21”, imnul din acel an al postului Radio 21.

## Cariera solo
Pe 1 aprilie 2009 Lora se retrage din formație pentru a continua o carieră solo. După 8 luni, Lora participă la selecția națională pentru Eurovision cu piesa „Come Along”, interpretată în duet cu Sonny Flame. „Come Along” a obținut 10.000 de voturi, clasându-se astfel pe poziția a 7-a.
La începutul anului 2010, Lora lansează piesa „Hot Spot”, o colaborare cu Phelipe. Spre sfârșitul anului 2010, cântăreața începe o colaborare cu Adrian Sînă, liderul formației Akcent. Împreună lansează piesa „My Passion”, ce s-a bucurat de succes nu doar în România, dar și în afara țării. Cântecul a fost lider în topurile din România timp de mai multe săptămâni consecutive. Videoclipul, în care apar modelele internaționale Ana Ștefănescu și Silviu Tolu, a adunat peste 19 milioane de vizualizări pe YouTube.
La începutul anului 2012 lansează șlagărul „Un vis”, cântec care se bucura de cea mai importantă mediatizare dintre toate cântecele sale și de locul 1 la radiourile din România. În vara aceluiași an lansează „Sad Eyes”, care se bucura, de asemenea, de un succes mare pe internet, însă nu și la posturile de radio. În toamna lui 2012 lansează cântecul „Fără el” care ajunge la 8 milioane de vizualizări pe YouTube și atinge prima poziție în clasamentele radiourilor.
La începutul anului 2013 lansează piesa  „Capu' sus” care are până în luna iulie deja peste 7.000.000 de vizualizări pe YouTube. Lora a avut extraordinara șansă de a dubla un personaj animat, Dorothy, în ecranizarea poveștii Legendele din Oz: Întoarcerea lui Dorothy, aceasta va interpreta de asemenea coloana sonoră și melodiile din timpul peliculei.

## Viața personală
Lora s-a căsătorit cu umoristul Dan Badea pe 23 iulie 2012, ambii soți fiind și ei născuți în data de 23 iulie. După doi ani de mariaj, pe 13 octombrie 2014 cei doi au divorțat oficial.

## Discografie

### Albume
- A voastră, Lora (2017)

Lista pieselor:
1. Asha
2. Ne împotrivim
3. Singuri in doi (feat. Peter Pop)
4. Floare la ureche
5. Capu’ sus
6. Lasă-mă așa (feat. Akcent)
7. Draga
8. Puișor
9. Bine mersi (feat. Doddy)
10. Rugă
11. Sub stele (feat. R.A.C.L.A)
12. Arde
13. Fără el
14. Puncte, puncte (feat. Cortes)
15. No More Tears
16. Prin mulțime (feat. Flavius)
17. Sad Eyes
18. Un vis
19. Rebeli și nebuni
20. C'est la vie (feat. TWO)

- Despre Demonii Și Iertare (2019)

Lista pieselor:
1. I Know
2. Valul
3. Lume (feat. Sergiu Ferat)
4. Rămas Bun
5. Pleacă
6. Te Rog
7. Cinci
8. Până în Rai (feat. Shift)
9. Tu Și Ea
10. Soare Negru
11. Îmi Cer Iertare
12. Rădăcini
13. Dor Să Te Ador

### Single-uri
- „Have some fun with”
- „Și m-am îndrăgostit de tine”
- „Lonely girl”
- „Don't go baby”
- „O viață nouă” (feat. Puya & Keo) (2008)
- „Puștoaica” (feat. Puya) (2009)
- „Lovaman” (feat. Matteo & Loredana) (2010)
- „Hot spot” (2010)
- "Prima noapte" (din ultima zi) (feat. Vunk) (2010)
- "Come Along" (Sonny Flame & Lora-Selecția Națională 2010 (Eurovision) (2010)
- „Champion” (feat. Matteo & Lee More)
- „No more tears (feat. Adrian Ciocan & Mr.Felics)” (2011)
- „Un vis” (2012)
- „Sad Eyes” (2012)
- „Fără el” (Drumul vieții ne desparte) (2012)
- „Capul sus” (2013)
- „Puișor" (2013)
- „În aer” (feat. Baboi) (2013)
- „Rebeli și nebuni” (2014)
- „Dragă” (2014)
- „Bine mersi” (feat. Doddy) (2014)
- "C'est la vie" (feat. Two) (2014)
- "Arde" (2014)
- „Singuri în doi” (feat. Peter Pop) (2015)
- „Floare la ureche” (2015)
- „Ne împotrivim” (2015)
- „Prin mulțime" (2016)
- „Puncte puncte (feat. Cortes)" (2016)
- "Asha" (2016)
- ''Ruga'' (2016)
- ”Lasă-mă așa (feat. Akcent) (2016)
- "I Know" (2017)
- ”Valul” (2017)
- ”De ce mă mai cauți?” (feat. F Charm) (2017)
- ”Lume” (feat. Sergiu Ferat) (2017)
- "Rămas bun" (2017)
- "Apel pierdut" (feat. Kepa) (2018)
- "Cinci" (2018)
- "La tine aș vrea să vin" (feat. Bere Gratis) (2018)
- ”Dor să te ador” (feat. Doddy) (12 iunie 2018)
- "Până în rai" (feat Shift) (2018)
- "Pleacă" (2018)
- "Soare negru" (2018)
- "Rădăcini" (2018)
- "Tu și ea" (2019)
- "E nebună românca" (2019)
- "Sentimentul" (2020)
- "O rană" (2020)
- "Dacă dragostea" (2020)
- "Telemea" (feat. Old Shepherds) (2020)
- "Vrei să te mint?" (feat. Marius Moga) (2021)
- "La ușa ta" (feat. Bere Gratis) (2021)
- "Perfect defect" (feat. F Charm) (2021)
- "Loc de 2" (2022)
- "Tu cu ea" (feat. Mira) (2022)
- "Picătura" (feat. Shift) (2022)
- "Emilian" (2022)
- "Depedența" (2022)
- "Noaptea La 3" (2023)

## Filmografie
| An   | Titlu                        | Personaj | Credit  | Ref.   |
| ---- | ---------------------------- | -------- | ------- | ------ |
| 2021 | Pup-o, mă! 2: Mireasa nebună | Velvet   | Actriță | [ 11 ] |